# En middagshistorie
En middagshistorie er en dansk kortfilm fra 1988, der er instrueret af Klaus Toft og Flemming Midtgaard.

## Handling
Frank Sørensen arbejder som free-lance fotograf på 'Den Bedre Bolig'. På en arbejdsopgave i Jylland, hvor han skal fotografere et hus, bliver han inviteret til middag af ejeren. Under middagen fornemmer han, at værten og hans venner opfører en slags spil. Et spil han først finder spændende men senere mister kontrollen over, fordi han kommer i tvivl om sin egen rolle.